# Braye-sous-Faye
Braye-sous-Faye é uma comuna francesa na região administrativa do Centro, no departamento Indre-et-Loire. Estende-se por uma área de 15,86 km². Em 2010 a comuna tinha 302 habitantes (densidade: 19 hab./km²).